# Католицизъм в Унгария
Католическата църква в Унгария (на унгарски: Magyar Katolikus Egyház) е част от световната католическа общност.
Католицизмът е най-разпространената религия в страната. Според преброяването през 2001 г., католиците в страната са 5,56 милиона души или 54,5% от общото население. По данни на сайта catholic-hierarchy.org, през 2006 г. броят на католиците в страната е 6 090 881 души. По-голямата част от унгарското население, изповядващо католицизъм, принадлежи към латинския обред, а гръкокатолиците наброяват 269 000 души (2,6% от населението). Има и малка общност арменски католици. Според изследване на  Мичиганския  университет на ежеседмичните църковни служби през 1991 г. присъства 21% от общото население на Унгария.

## Актуално състояние
Конституцията на страната гарантира свобода на вероизповеданието. Редица католически празници са обявени за държавни (Великден и понеделник след Великден (Велики понеделник), Петдесетница и понеделника след нея, Деня на вси светии – 1 ноември, Рождество – 25 декември, Деня на Свети Стефан – 26 декември).

## История
По време на миграцията си към Европа, унгарците са езичници. След заселването им в Дунавската равнина, редица християнски мисионери от Запад се опитва да ги приобщи към християнството, но до началото на 11 век тези опити се оказват безуспешни. Първият християнски крал на страната става Ищван I, впоследствие канонизиран, както и сина му Имре. Към първата половина на 11 век, повечето унгарци приемат християнството и латинските обреди, като значителна роля за това изиграва Герард Унгарски. Езическата реакция след смъртта на Ищван I скоро е потушена. Голяма роля в укрепването на католицизма в страната има крал Ласло I, който впоследствие също е канонизиран.
До Реформацията, преобладаващата част от унгарците са католици. Реформацията в Унгария постига значителен успех, като отначало лутеранството, а после и калвинизма широко се разпространяват сред унгарците, и в средата на 16 век Унгария става предимно протестантска.
Борбата между католици и протестанти се състои на фона на турските нашествия – към началото на 17 век турците завладяват почти цялата страна и резиденцията на главата на Католическата църква, архиепископа на Естергом, е пренесена в Търнава, а по-късно в Братислава. На територията на османска Унгария голям брой католически църкви са унищожени или превърнати в джамии, част от населението преминава към исляма. В северната част на Унгария (понастоящем – територията на Словакия), която се оказва под контрола на Хабсбургите, се разгръща контрареформация, която преминава под водещата роля на ордена на йезуитите и се оказва ефективна. Йезуитите основават много училища, активно насърчават католическото благочестие сред хората. След освобождението от турците, Унгария отново се превръща в предимно католическа страна, с изключение на източните райони, по-специално около Дебрецен, където остават да съществуват многобройни протестантски общини.

## Структура
Католическата църква в страната включва 4 архиепархии-митрополии и 9 епархии (една от тях с византийски обред). Примасът на Унгария оглавява архиепархията-митрополия Естергом-Будапеща. Понастоящем титлата примас на Унгария принадлежи на кардинал Петер Ердьо. В Унгария е организиран военен ординариат, предназначен за грижи за военнослужещи-католици (с 14 свещеника). Абатството Панонхалм има статут на независимо териториално абатства. Епископите на страната от двата обреда, ръководителят на военния ординариат и абатът на Панонхалм са обединени в Конференцията на католическите епископи на Унгария.
Унгарската гръкокатолическа църква се състои от две независими структури – епархията Хайдудорог, която е суффраганна по отношение на митрополията Естергом-Будапеща и самостоятелно апостолския екзархат Мишколц.
15 унгарски храма имат почетния статут „малка базилик“а. За духовен център на страната е смятан Естергом. Най-известните храмове в страната са базиликата „Свети Адалберт“ в Естергом, базиликата „Свети Ищван“ и църквата „Свети Матиаш“ в Будапеща, базиликата в Егер, съборът „Свети Михаил“ във Веспрем, както и абатството Панонхалм.
Статистика по епархии (данни от 2006 г.):
| Епархия                       | Епархия              | Статут                | Митрополия        | Обред       | Брой католици | Брой свещеници | Брой енории | Глава                | Катедрален събор                                                              | Бележки                                         |
| Архиепархия Естергом-Будапеща | Esztergom-Budapest   | Митрополия            |                   | Латински    | 1 264 867     | 398            | 152         | кардинал Петер Ердьо | Базилика „Свети Адалберт“ (Естергом)                                          | Митрополията е оглавявана от примаса на Унгария |
| Архиепархия Егер              | Eger                 | Митрополия            |                   | Латински    | 690 000       | 223            | 314         | Чаба Терняк          | Събор „Свети Йоан“, Егер                                                      |                                                 |
| Архиепархия Калоча-Кечкемет   | Kalocsa-Kecskemét    | Митрополия            |                   | Латински    | 379 072       | 103            | 138         | Балаж Бабел          | Събор в град Калоча                                                           |                                                 |
| Архиепархия Веспрем           | Veszprém             | Митрополия            |                   | Латински    | 315 374       | 134            | 180         | Дюла Марфи           | Събор „Свети Михаил“, Веспрем                                                 |                                                 |
| Хайдудорогска епархия         | Hajdúdorog           | Епархия               | Естергом-Будапеща | Византийски | 270 000       | 222            | 145         | Фюльоп Кочиш         | Гръкокатолически събор „Въведение в храма на Пресвета Богородица“, Хайдудорог | част от Унгарската гръкокатолическата църква    |
| Епархия Дьор                  | Győr                 | Епархия               | Естергом-Будапеща | Латински    | 370 000       | 162            | 194         | Лайош Папаи          | Съборът на град Дьор                                                          |                                                 |
| Епархия Секешфехервар         | Székesfehérvár       | Епархия               | Естергом-Будапеща | Латински    | 435 700       | 105            | 144         | Антал Шпани          | Събор „Свети Ищван“, Секешфехервар                                            |                                                 |
| Епархия Печ                   | Pécs                 | Епархия               | Калоча-Кечкемет   | Латински    | 401 000       | 132            | 206         | Михай Майер          | Събор „Свети свети Петър и Павел“, Печ                                        |                                                 |
| Епархия Сегед-Чанад           | Szeged-Csanád        | Епархия               | Калоча-Кечкемет   | Латински    | 440 000       | 117            | 129         | Ласло Киш-Риго       | Съборът на град Сегед                                                         |                                                 |
| Епархия Дебрецен-Нийрегихаза  | Debrecen-Nyíregyháza | Епархия               | Егер              | Латински    | 250 000       | 94             | 57          | Ференц Паланки       | Събор „Света Ана“, Дебрецен                                                   |                                                 |
| Епархия Вац                   | Vác                  | Епархия               | Егер              | Латински    | 640 000       | 221            | 225         | Миклош Беер          | Съборът на град Вац                                                           |                                                 |
| Епархия Капошвар              | Kaposvár             | Епархия               | Веспрем           | Латински    | 299 404       | 95             | 101         | Бела Балаш           | Съборът на град Капошвар                                                      |                                                 |
| Епархия Сомбатхей             | Szombathely          | Епархия               | Веспрем           | Латински    | 294 000       | 144            | 176         | Андраш Вереш         | Съборът на град Сомбатхей                                                     |                                                 |
| Абатство Панонхалм            | Pannonhalma          | Териториално абатство |                   | Латински    | 21 516        | 14             | 15          | Имре Варсеги         | Базилика „Свети Мартин“                                                       |                                                 |
| Екзархат Мишколц              | Pannonhalma          | Апостолски екзархат   |                   | Византийски | 19 948        | 37             | 31          | Атаназ Орос          |                                                                               | част от Унгарската гръкокатолическа църква      |